# Замок Сфорца
45°28′12″ пн. ш. 9°10′43″ сх. д. / 45.47000° пн. ш. 9.17861° сх. д.

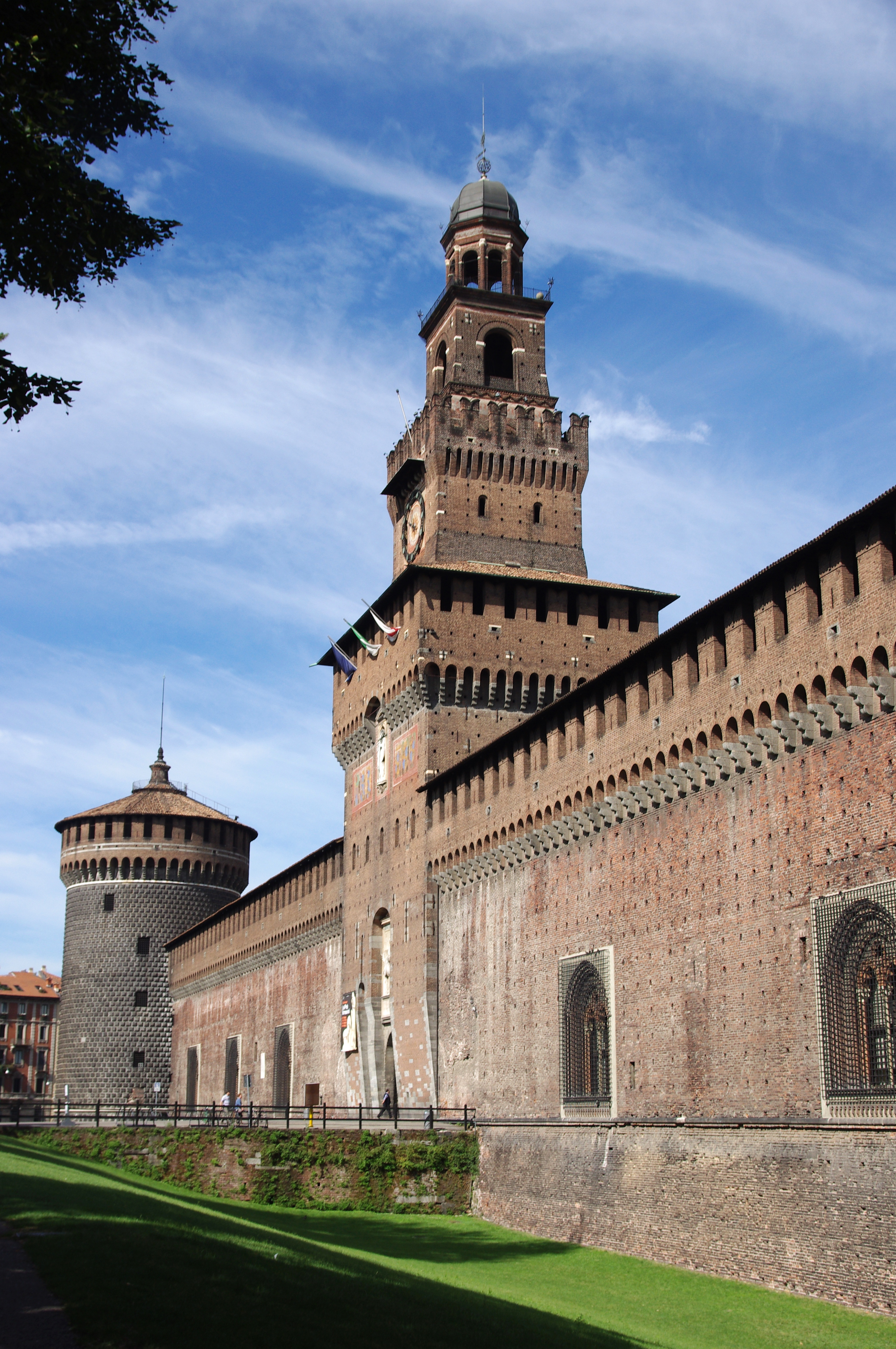
Вежа Філарете (Торре дель Філареті)

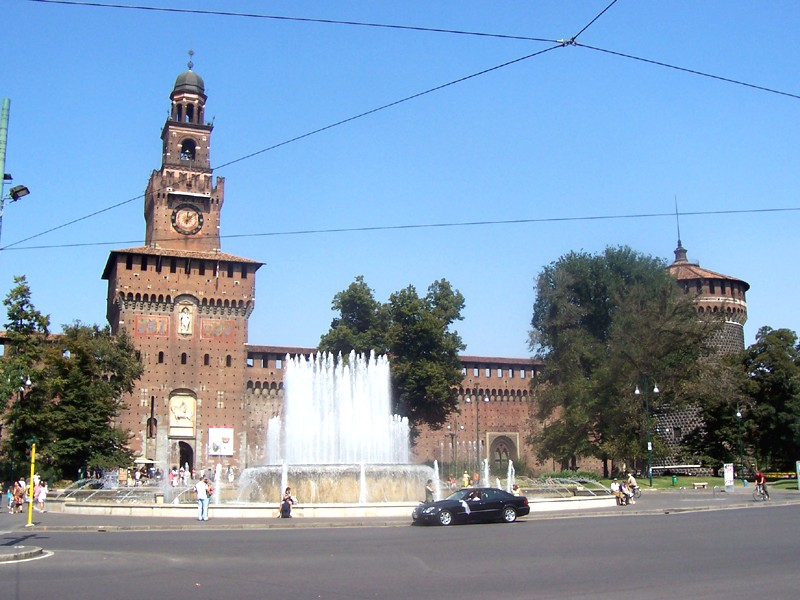
Мілан — Замок Сфорца

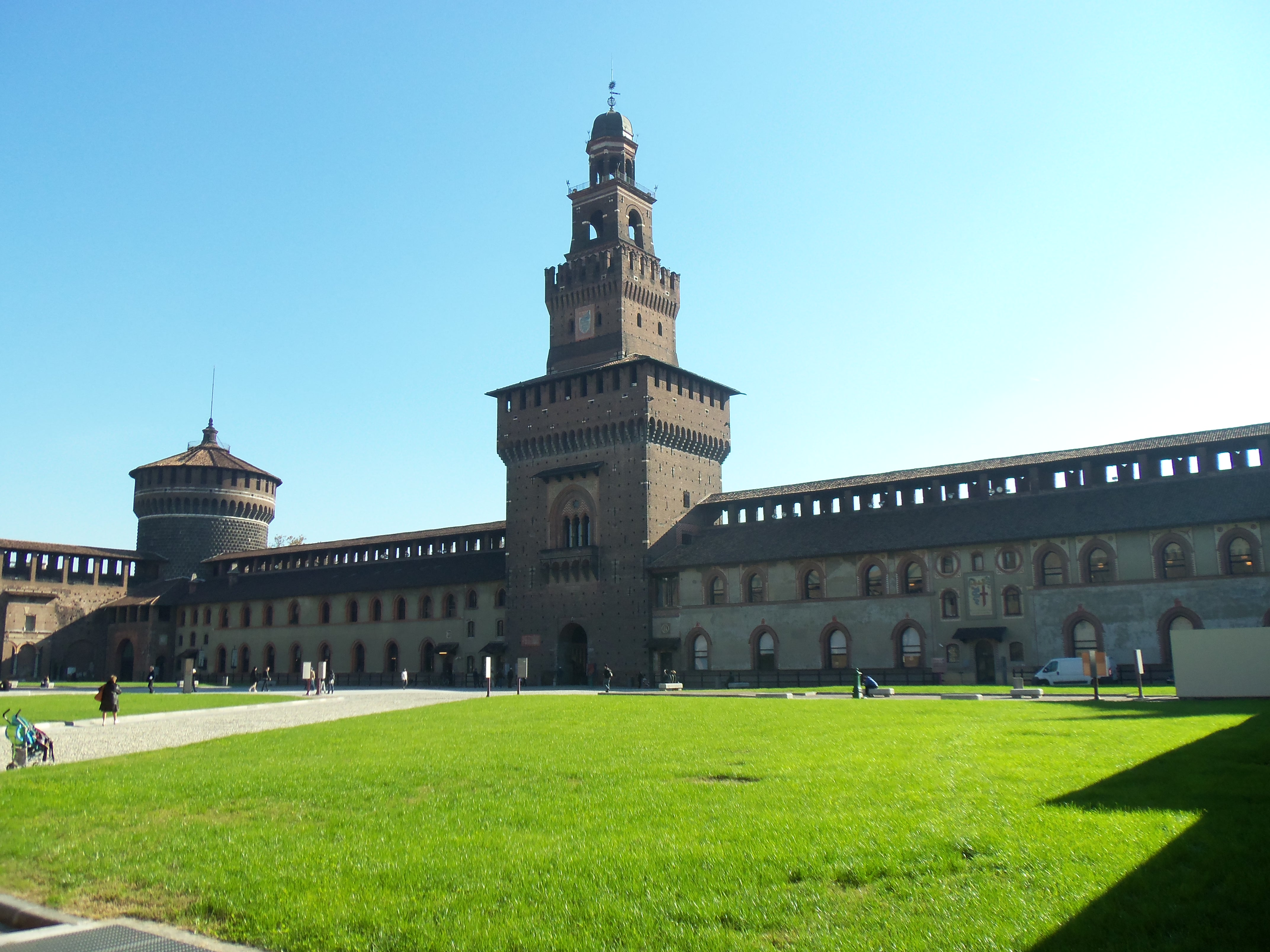
Внутрішній двір замку

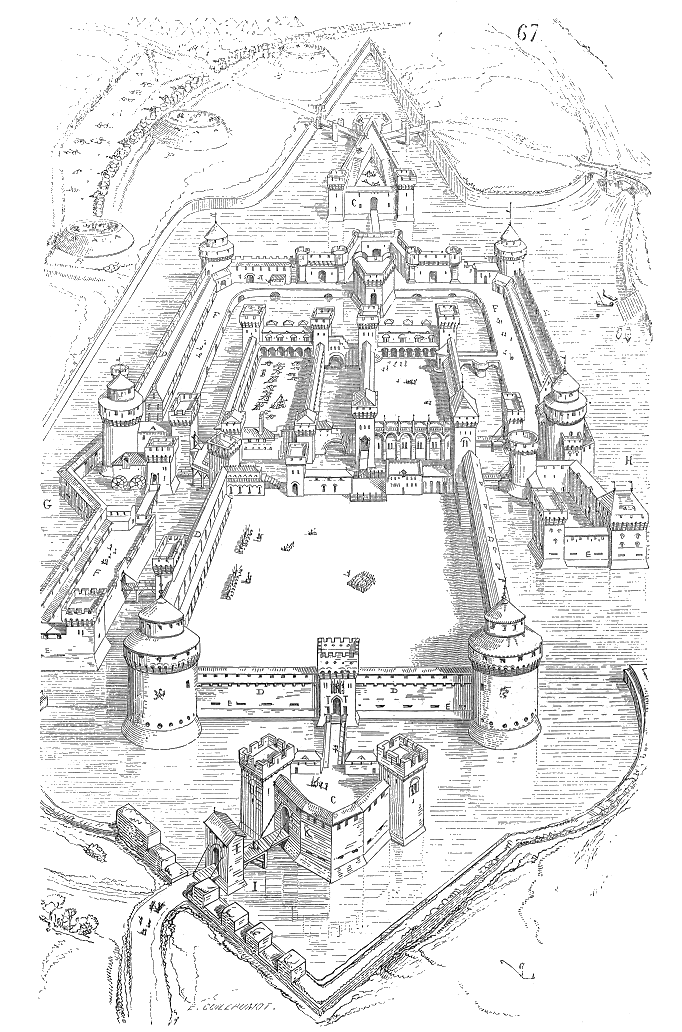
Замок у 16 ст.

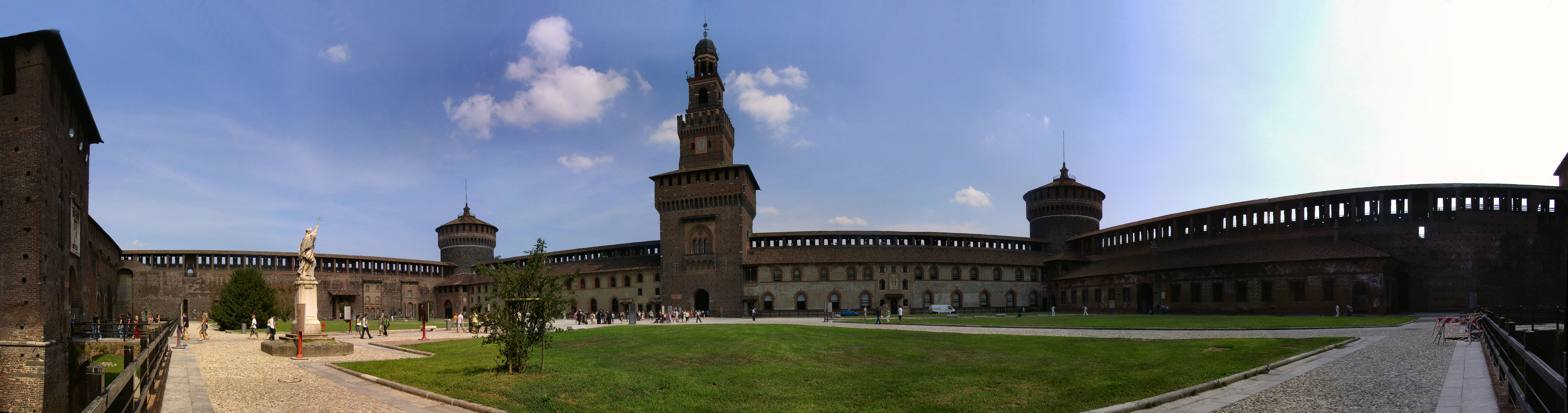
Панорама

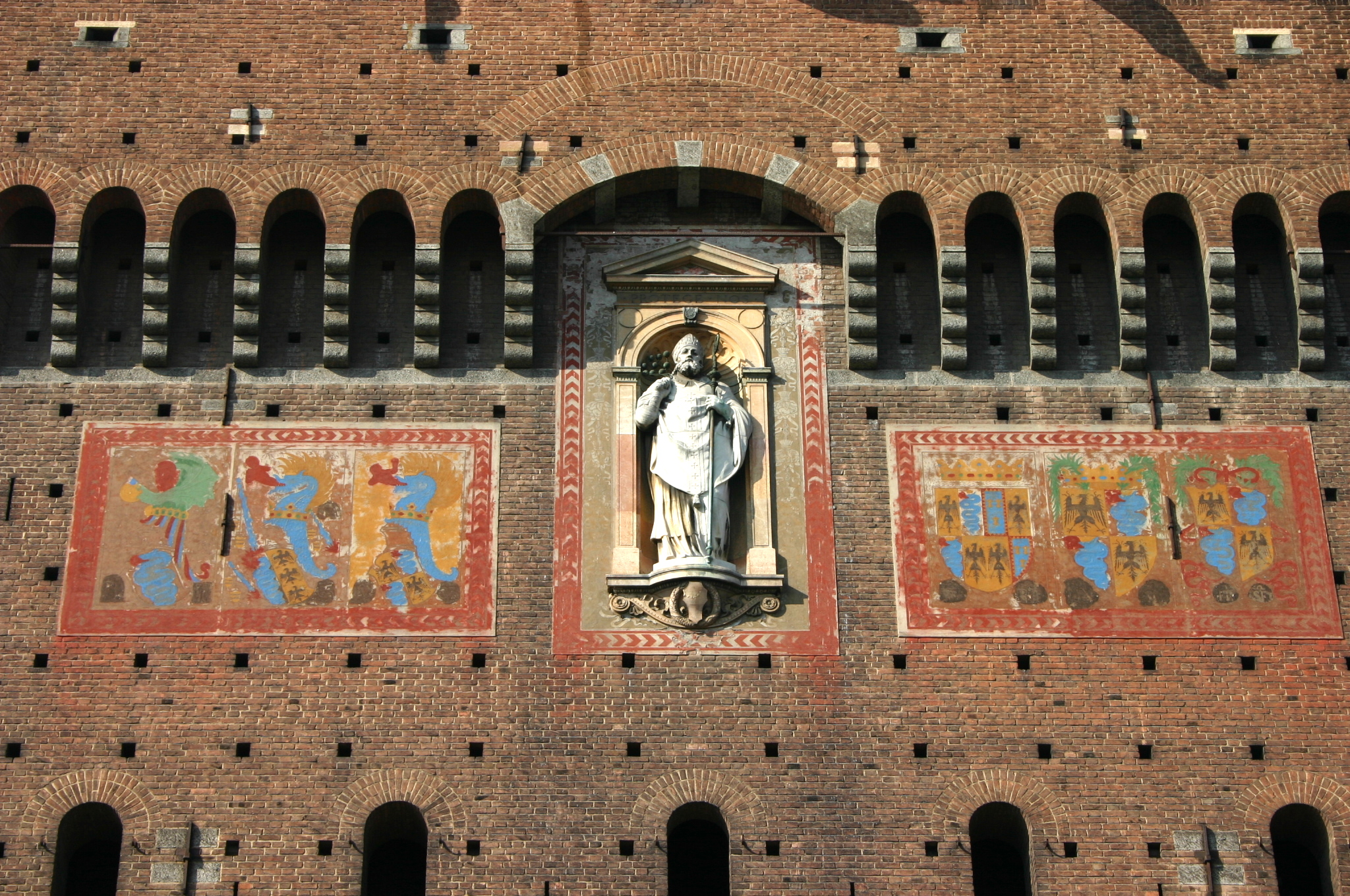
Фасад Замку Сфорца — Статуя святого Амвросія (Сант Амброджіо), фрески з гербами роду Сфорца (1901 р.)

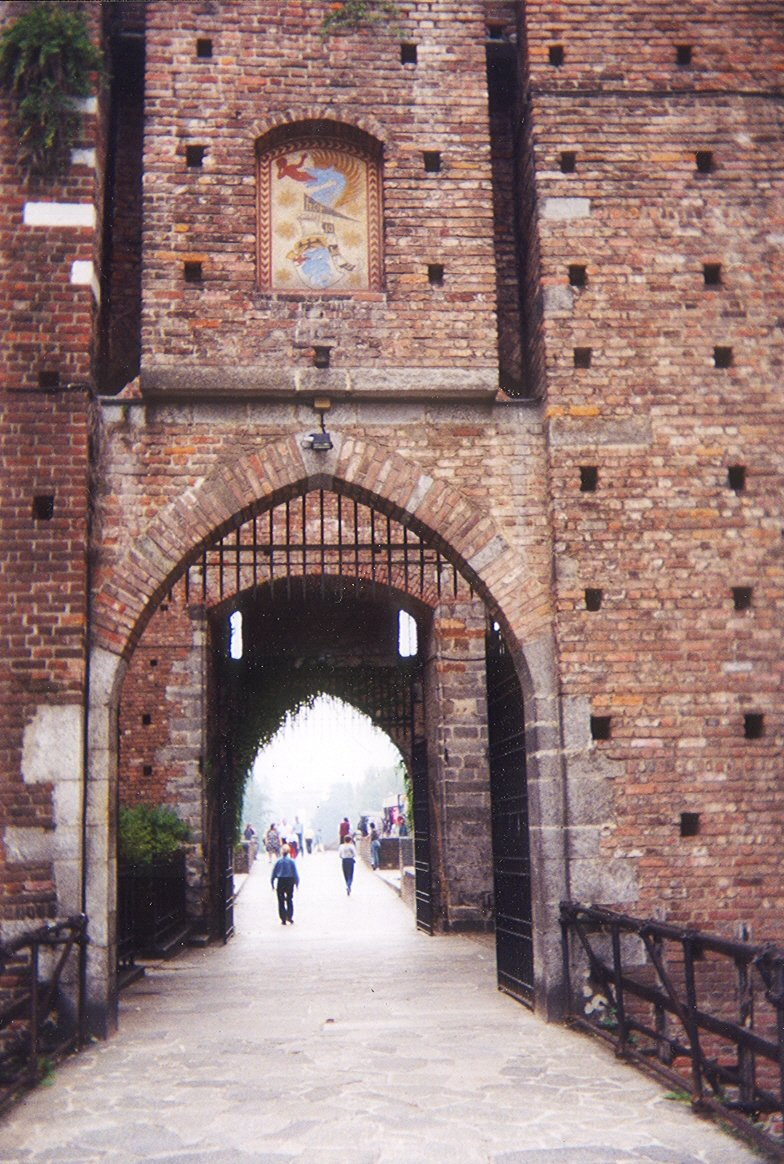
Вихід у Парк Семпіоне

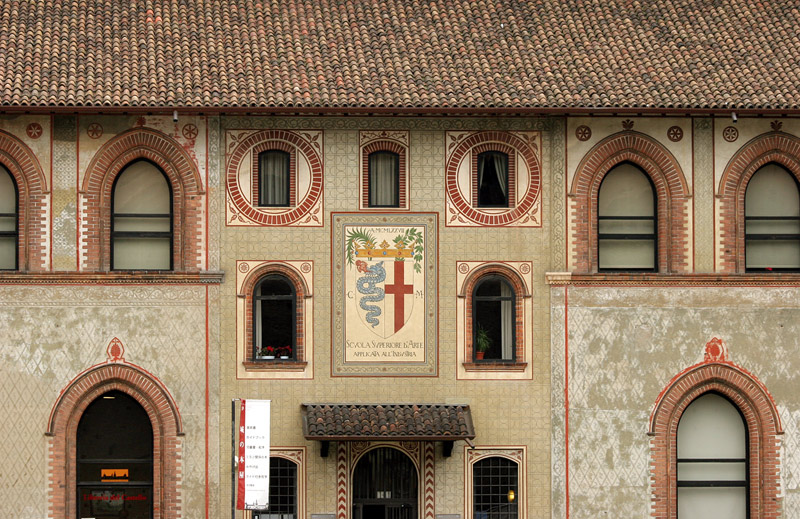
Внутрішній двір — Вища школа Мистецтв

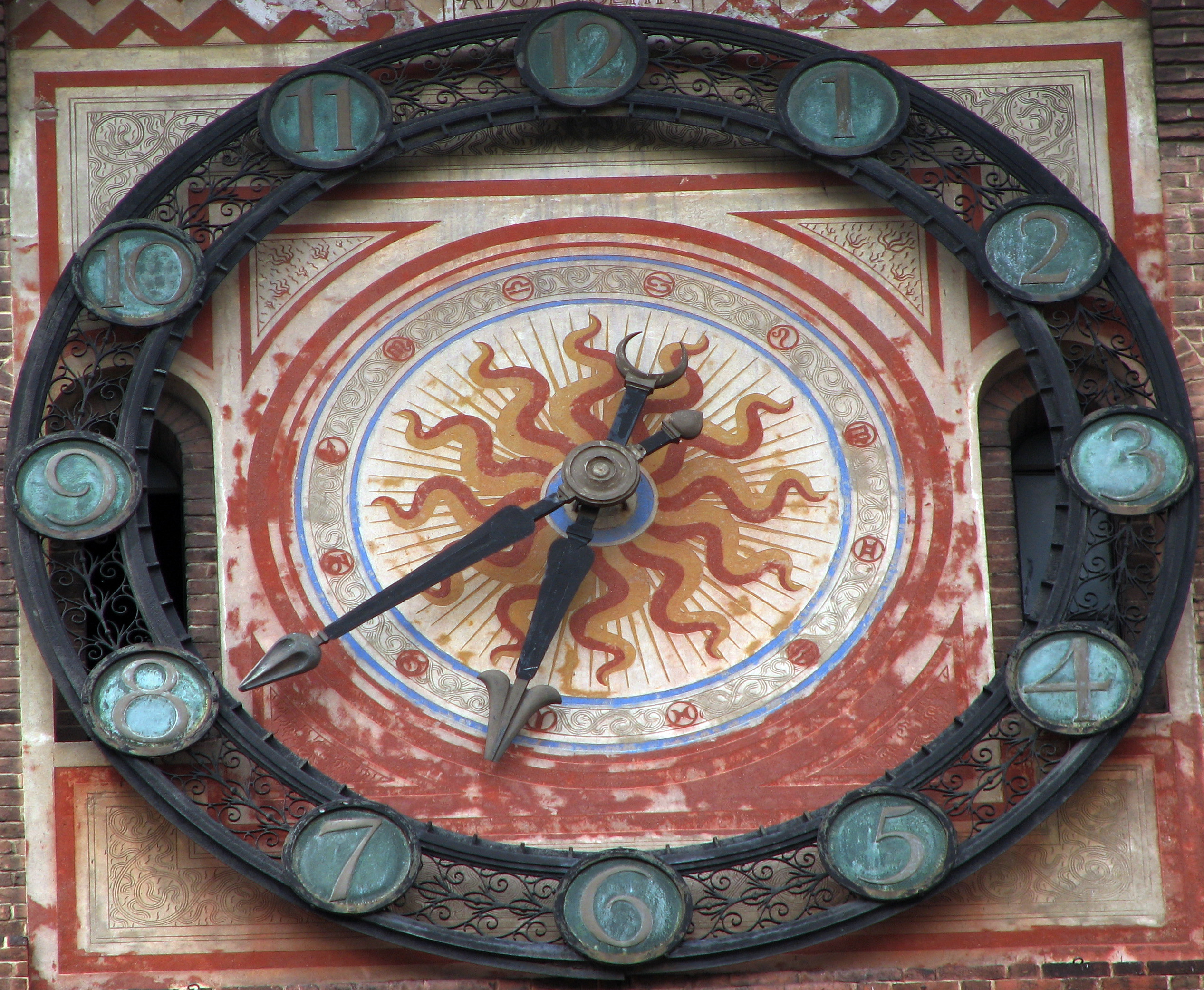
Годинник на вежі

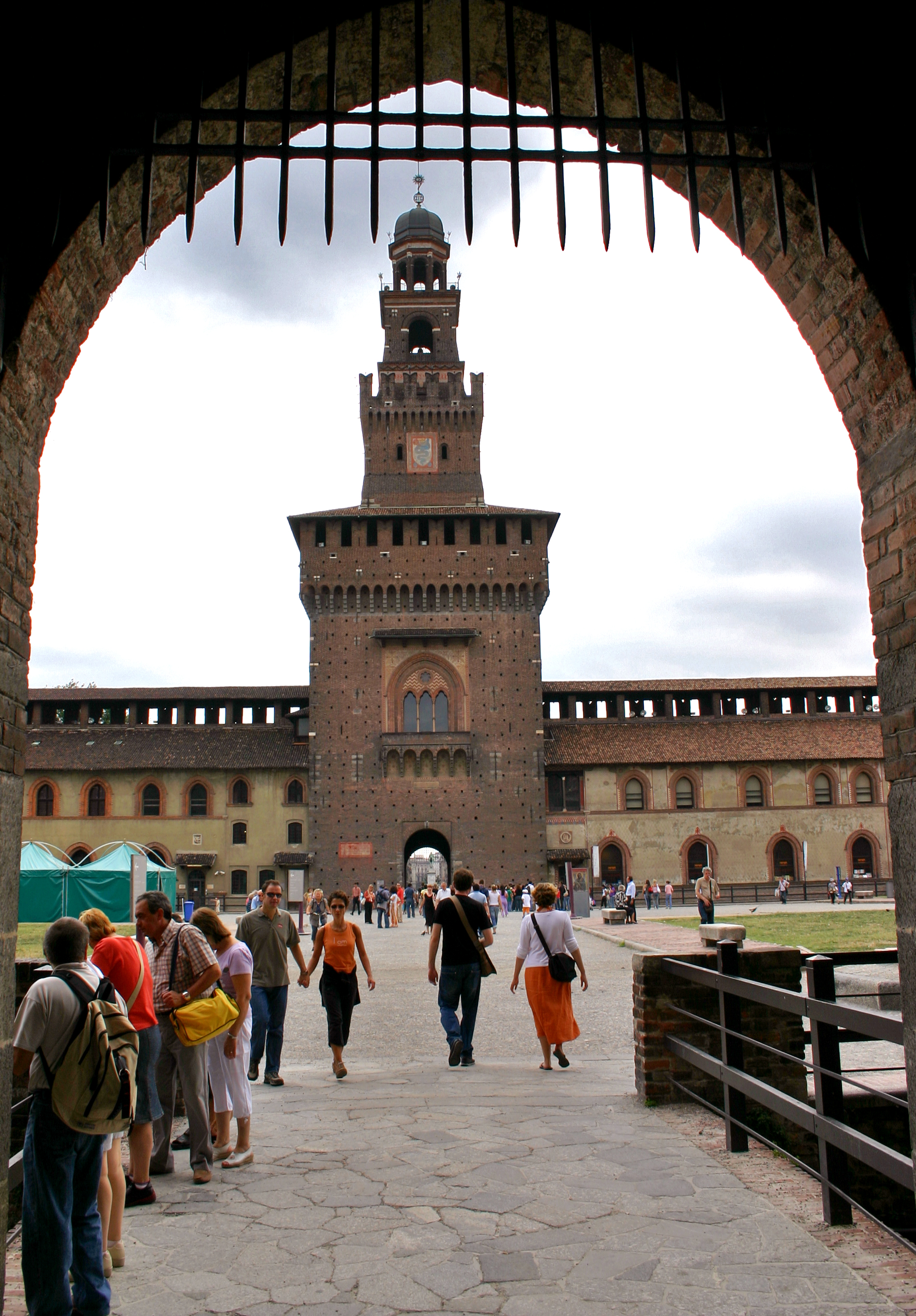
Внутрішній двір

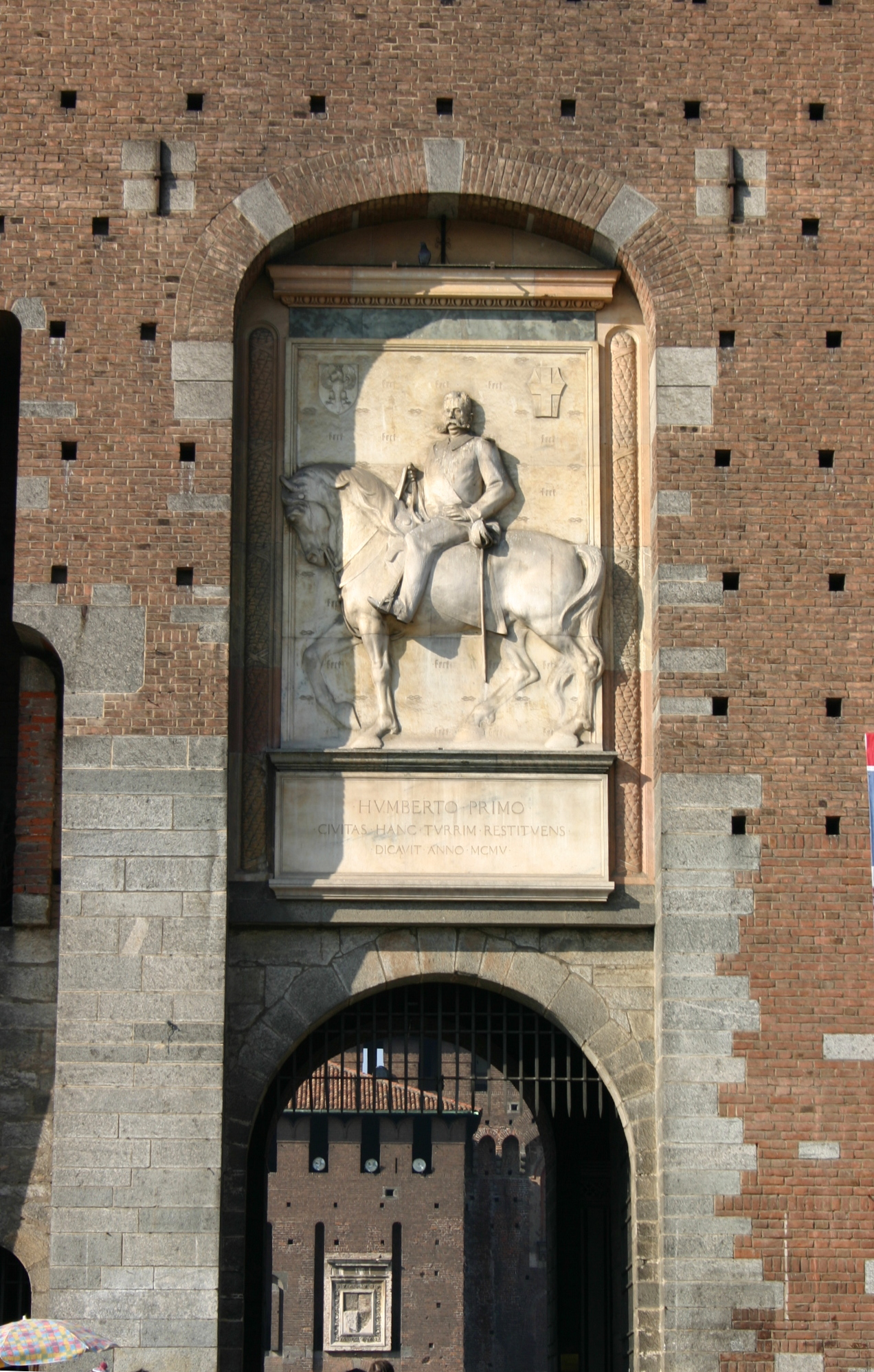
Монумент Умберто І

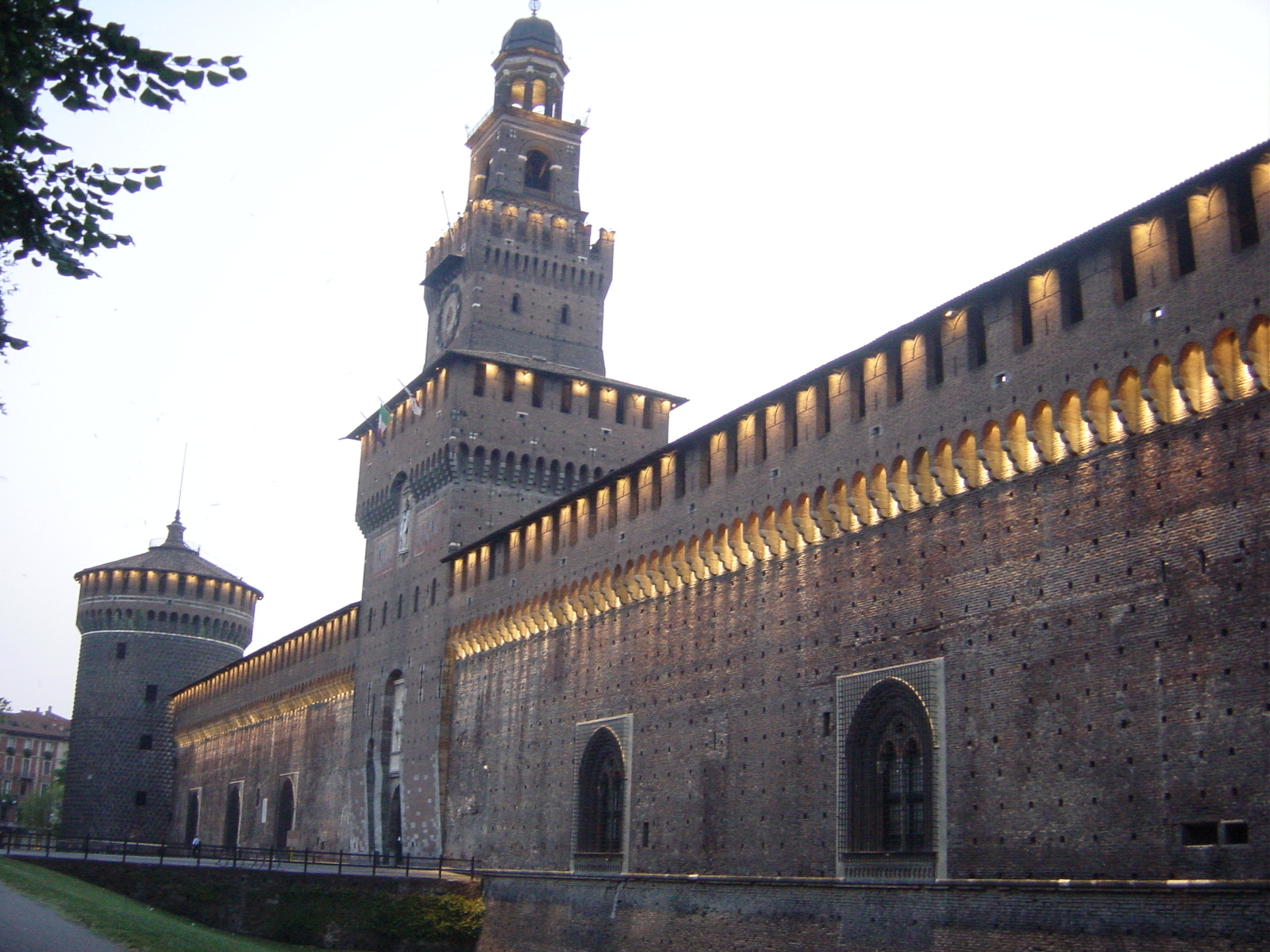

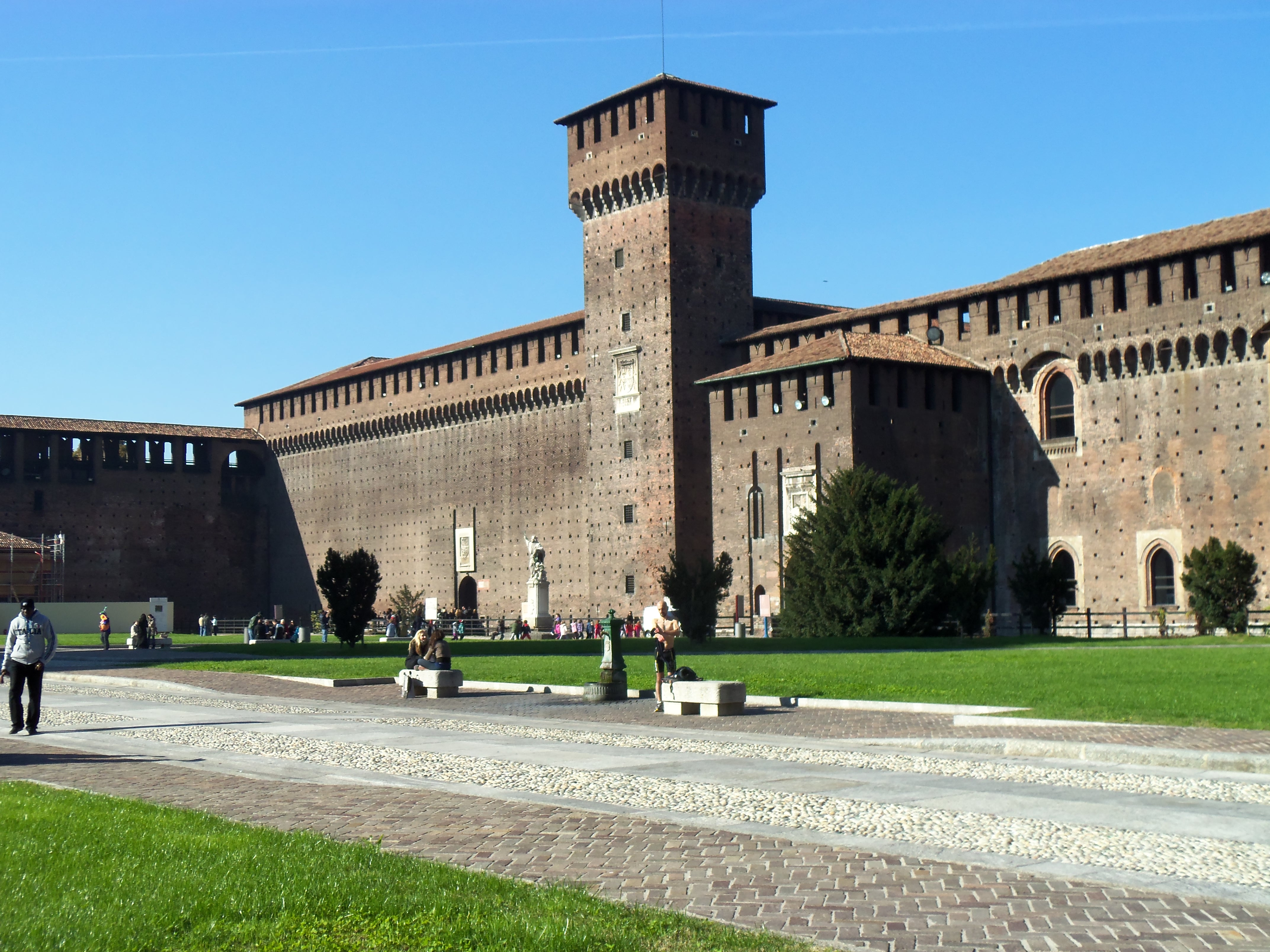
Вежа Бони Савойської

Замок Сфорца (Кастелло Сфорцеско, з іт. Castello Sforzesco) — один з головних символів Мілана. Побудований у XV столітті герцогом Мілана Франческо Сфорца (Francesco Sforza) на місці попередньої фортифікаційної споруди XIV ст., відомої як Castrum Portae Jovis. З плином століть замок зазнав значних перетворень. У XVI ст. Кастелло Сфорцеско був однією з основних військових цитаделей Європи; в наш час[коли?] замок — туристична атракція Мілана, тут розташовані важливі музеї.
Алессандро Ґваньїні вважав, що Московський кремль збудували за зразком Фортеці Порта.

## З історії

##### Вісконті та Сфорца
Джованні Вісконті, помираючи, заповів Міланське герцогство трьом онукам — Маттео II, Галеаццо II і Бернабò. Після смерті Маттео II два брати поділили місто. В 1360—1370 рр. Галеаццо II побудував за межами міської стіни поблизу вежі Giovia (або Zobia) замок (Castello di Porta Giovia). Будівлю розширили його наступники: Джан Галеаццо, Джованні Марія і Філіппо Марія. У результаті замок набув квадратної форми з мурами довжиною 200 м і чотирма кутовими вежами, дві з яких з видом на місто особливо вражають, товщина стін — 7 м. Будівля стає основним домом роду Вісконті.
У 1447 Замок знищений Республікою Амброзіана (Aurea Repubblica Ambrosiana). А в 1450 році Франческо І Сфорца (Francesco I Sforza), після перемоги над Республікою, відновлює його, щоб зробити своєю резиденцію. В 1452 році для будівництва та оздоблення середньої вежі був найнятий Філарете, досі ця вежа  його імені (Torre del Filarete).
Після смерті Франческо Сфорца його син, Ґалеаццо Марія, продовжує роботи Замку під керівництвом архітектора Бенедетто Ферріні. Оздоблювальні роботи були доручені художникам герцогства. У 1476 році при пануванні Бони Савойської (Bona di Savoia) була побудована однойменна вежа.
В 1494 році до влади прийшов Людовіко Сфорца (Ludovico il Moro) і залучив до оздоблювальних робіт в замку Леонардо да Вінчі (який прикрасив фресками деякі герцогські зали разом із Bernardino Zenale і Bernardino Butinone) та Браманте (для створення містка, що зв'язав би замок з «покритою» дорогою), в той час як інші художники в бальному залі створили ілюстрації подвигів Франческо Сфорци. Близько 1498 р. Леонардо да Вінчі працював тут у Сала делле Ассе (Sala delle Asse) над фрескою Intrecci vegetali con frutti e monocromi di radici e rocce.
У наступні роки замок був пошкоджений у результаті постійних нападів то з боку французьких військ, то самих міланців, то германських ватаг.
Був доданий довгий бастіон під назвою «tenaglia» (з іт. — обценьки), який дав ім'я сусідній вежі і був спроектований Чезаре Чезаріано, а в 1521 році Вежа Філарете, що в цей час використовувалася як арсенал, вибухає внаслідок підірваної бомби.
Франческо II Сфорца, повернувшись до влади і до замку, перебудував і розширив його, перетворивши у розкішну резиденцію для своєї дружини Cristina di Oldenburg (Данія)

##### Під іспанським та австрійським домінуванням
У 1535 р. Замок став власністю Іспанії і втратив роль аристократичної резиденції (ця роль перейшла до Королівського Палацу — Palazzo Ducale), став новою цитаделлю, місцем базування військ (від 1000 до 3000 чоловік на чолі з іспанським каштеляном.
У 1550 році під керівництвом Вінченцо Серені розпочалися роботи по укріпленню фортифікацій. Було створено новий оборонний мур п'ятикутної форми (потім змінений на 6-кутний). Зовнішні мури досягли загальної довжини 3 км і займали площу в 26 га. Античні зали з фресками були перетворені на столярні майстурні та комори, в дворах були побудовані цегляні курники. На початку сімнадцятого століття були створені рови, що відокремили замок від міста.
Коли Ломбардія перейшла від Іспанії до Ґабсбурґів, стараннями великого полководця Еудженіо Савойського (Eugenio di Savoia) замок зберігає своє військове амплуа. Єдиний художній витвір за австрійського панування — статуя святого Яна Непомуцького, покровителя австрійської армії, розташована у дворику Piazza d'armi.

##### Наполеон
З приходом в Італію Наполеона 9 травня 1796 ерцгерцог Фердинанд Австрійський покинув місто, залишивши у замку гарнізон з 2000 солдатів під командуванням підполковника Ламі, хороший запас пороху, зброю. Після відбитої атаки групи міланців-якобінофілів замок потрапив у французьку облогу (з 15 травня по кінець червня).
В 1796 році була представлена перша народна петиція, за якою було запропоновано знести замок як символ «старої тиранії». Декретом від 23 червня 1800 Наполеон наказав знести Замок. У 1801 р. на радість натовпу декрет почали частково виконувати — зносити бокові вежі та іспанські бастіони.
У 1801 році архітектор Антоліні презентував проект оновлення Замку в нео-класичному стилі з атріумом, оточеним дванадцятьма колонами і оточений Форумом Бонапарта (округла площа близько 570 м в діаметрі з нескінченним рядом монументальних громадських будівель — Пантеон, лазні, Національний музей, біржа, Оперний театр, митниця — з'єднаних арками). Проект був відхилений Наполеоном як надто дорогий і непропорційний місту із близько 150 тис. жителів. Після цього було прийнято до уваги другий проект, представлений Каноніка, за яким роботи по оновленню мали проводитися лише з боку вул. Данте.
Інша частина Замку була використана як плац, згодом тут виникла Arco della Pace (автор Cagnola).

##### Після Наполеона
У 1815 році Мілан та Королівство Ломбардія-Венеція були приєднані до Австрійської Імперії, тож у замку хазяйнували австріяки під командуванням графа Heinrich von Bellegarde. Під час повстання міланців у 1848 році (так звані П'ять днів Мілана), маршал Радецький дає розпорядження бомбити місто, використовуючи арсенал Замку. Коли в 1859 році Мілан опинився в руках Савойського роду і в 1861 році стає частиною Королівства Італія, населення захоплює Замок і грабує його на знак помсти.
Через 20 років після цих подій почалися дискусії про знесення Замку і побудову на його місці нового житлового району. Однак історична цінність переважила і архітектор Лука Бельтрамі (Luca Beltrami) починає реконструкцію Замку, відновлення його зовнішнього вигляду, як за часів панування Сфорца. Роботи закінчлися в 1905 році, коли вежа була відкрита Вежа Філарете (реконструйована на основі креслень XVI ст. і присвячена королю Умберто I Савойському). На старому плацу було посаджено сотні рослин — створено парк Семпіоне (сад в англійському стилі).

##### XXст.
Протягом двадцятого сторіччя замок був пошкоджений. Відновлення почалось після Другої світової війни. В дев'яності роки був побудований великий фонтан на внутрішній площі Замку на місці колишнього (демонтованого в 60-ті роки під час робіт по проведенню лінії метро).
У 2005 році закінчилася остання реконструкція приміщень та дворів.
Чотирикутник Замку охоплює своїми мурами великий внутрішній двір, вхід в який знаходиться у Вежі Філарете. Попереду входу є середньовічний захисний рів. Ворота ведуть у Королівський дворик прямокутної форми з ґанком. На протилежній стороні є Rocchetta (з іт. — невеличка фортеця), найбільш непроникна частина Замку, де сім'я Сфорца знаходила притулок у разі нападу.

##### «Сила» мистецтва і науки
Нині у приміщеннях Замку Сфорца є:
- Пінакотека Замку Сфорца (Pinacoteca del Castello Sforzesco) із багатющою колекцією картин, у тому числі твори Філіппо Ліппі, Антонелло да Мессіна, Андреа Мантенья, Каналетто, Корреджо, Тьєполо, Тіціана, остання статуя Мікеланджело «П'єта Ронданіні».
- Музей Праісторії
- Єгипетський музей
- Музей античного мистецтва
- Музей меблів
- Колекції прикладного мистецтва
- Музей музичних інструментів
- Міський історичний архів та бібліотека Trivulziana
- Мистецька бібліотека Замку Сфорца
- колекція друкованих робіт Achille Bertarelli
- книгарня замку

і численні пересувні виставки.
Досить цікавою є також археологічна колекція раннього мистецтва, зібрана Карло Доссі на території Мілана, Греції та Південної Америки і подарована Museo del Castello Sforzesco із зобов'язанням створити відповідний музей. В наш час[коли?] колекція не експонується.

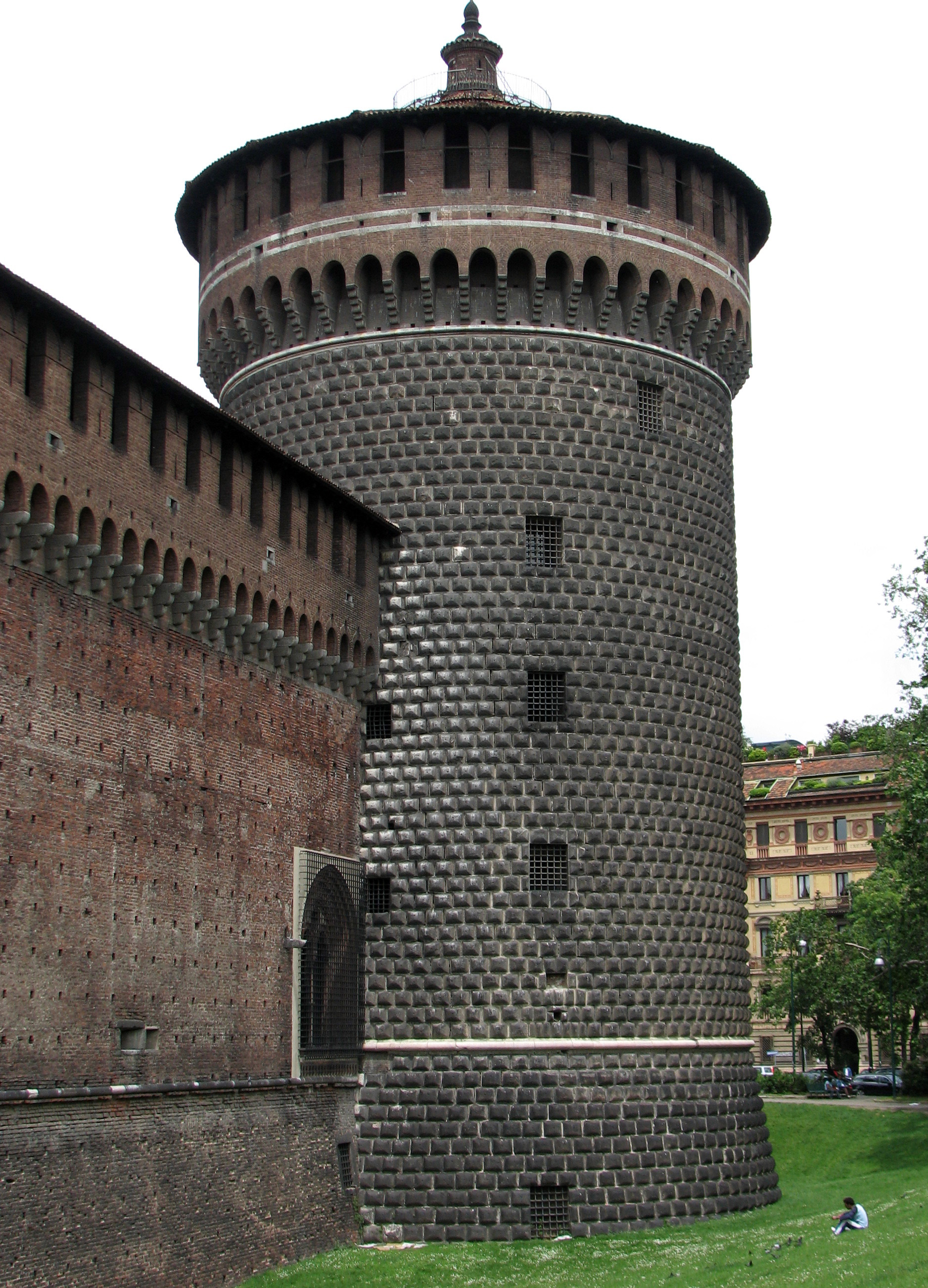
Замок Сфорца - бічна вежа
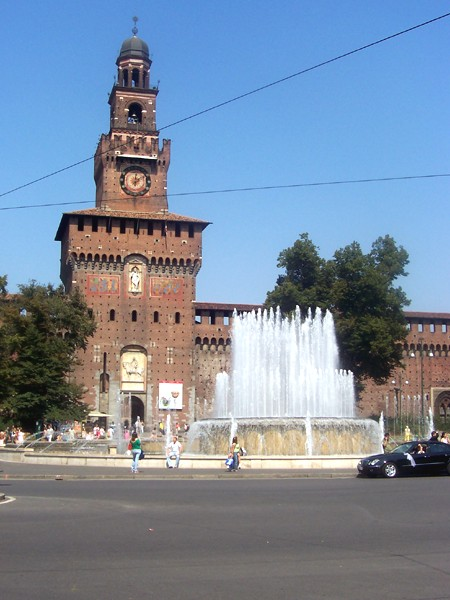
Вежа Філарете
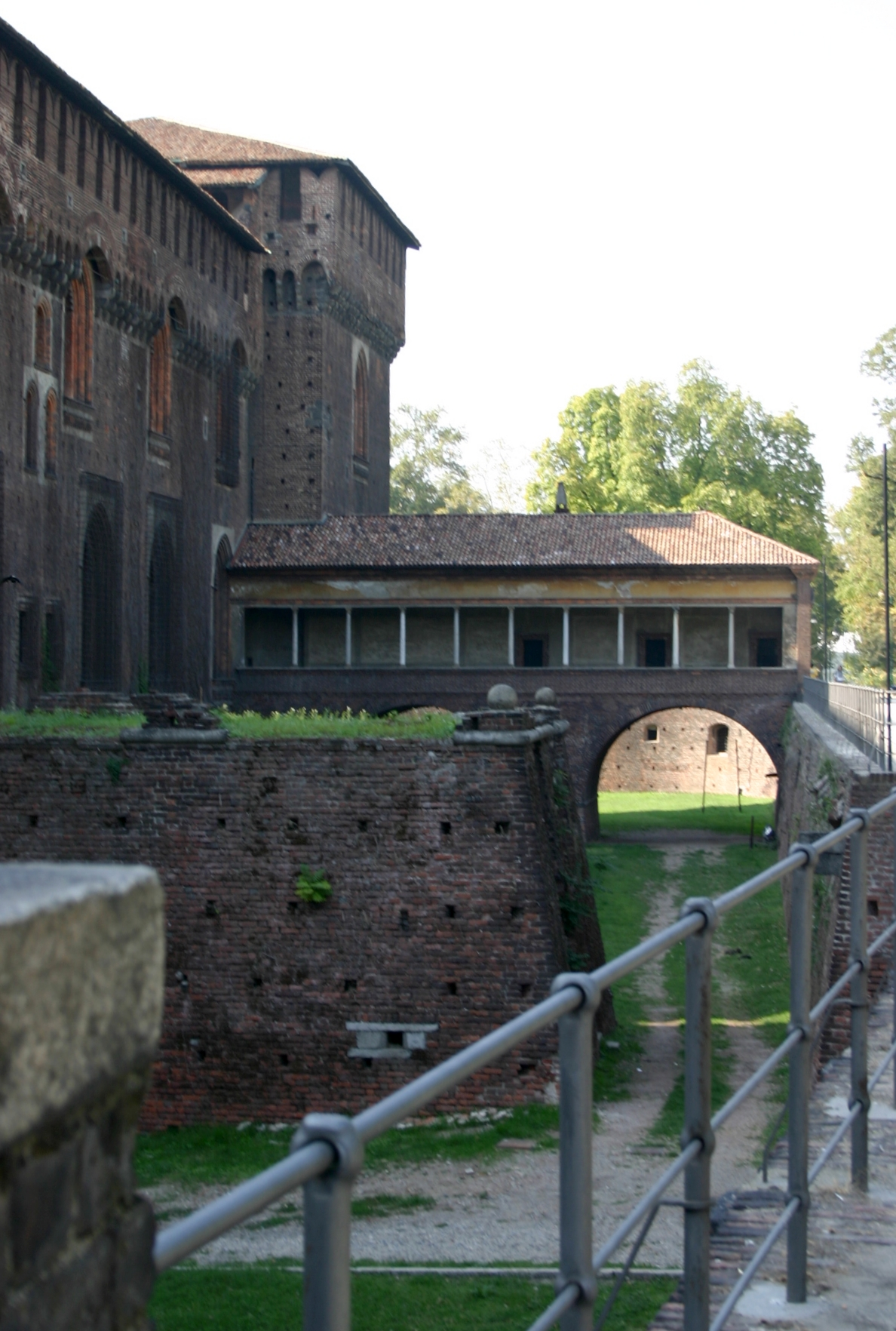
Місток Людовіко Моро (Сфорца)

### Наслідування
За зразком міланського замку Сфорца італійські будівничі звели мури і вежі Московського Кремля, чий перший будівничий Арістотель Фіораванті декілька років пропрацював у Мілані помічником Філарете. Його роботу продовжили вихідці з Мілану Марк Фрязін (Руффо, Марко), Петро Антонін Фрязін (П'єтро Антоніо Соларі), Алевіз Фрязін Старий.